# Gelbader-Blaupfeil
Der Gelbader-Blaupfeil (Orthetrum nitidinerve) ist eine Libellenart aus der Familie der Segellibellen (Libellulidae). 

## Merkmale
Der Gelbader-Blaupfeil hat eine Flügelspannweite von acht bis neun Zentimetern. Die Flügel besitzen eine gelbe Längsader, die vom Flügelansatz bis zum Nodus reicht und von der zahlreiche gelbe Queradern ausgehen. Das gelb-goldene Flügelmal (Pterostigma) ist vier bis fünf Millimeter lang, hingegen bei anderen Blaupfeil-Arten deutlich kleiner (ca. 3 mm). Der Körper der Männchen ist blau.

## Ähnliche Arten
Diese Art ist leicht mit anderen Orthetrum-Arten zu verwechseln, vor allem mit dem Südlichen Blaupfeil (Orthetrum brunneum) oder dem Kleinen Blaupfeil (Orthetrum coerulescens).

## Lebensweise
Über das Verhalten ist nur wenig bekannt, vermutlich ist es aber wie bei den anderen Orthetrum-Arten. Die Tiere entfernen sich nicht weit von ihren Gewässern weg. Die Flugzeit reicht von April bis Oktober. 

## Lebensraum
Der Gelbader-Blaupfeil ist in Nordafrika sehr häufig, in Europa kommt die Art nur auf der Iberischen Halbinsel, auf Sardinien, bei Neapel sowie auf Sizilien vor. Er besiedelt Gewässer bis zu einer Höhe von 2000 Metern.

## Fortpflanzung
Die Larven entwickeln sich am Grund von stehenden und fließenden Gewässern, vorzugsweise in eher ariden Regionen.